# 도투락
도투락은 대한민국의 음료 제조업체이다.

## 역사
1974년 설립됐으며, 1975년 경남유업을 인수하여 협성유업으로 개칭했으며, 이후 다시 삼주유업으로 바꿨다.
삼주유업은 1979년 3월부터 도투락 우유를 시판했으며, 그 밖에 다양한 유제품과 레토르트 짜장 제품으로 업계를 선도한 위치에서 레토르트 식품의 개념을 TV광고로도 처음 소개하며 판매했다. 사세 확장으로 경주에 도투락월드를 개장하기도 했으나 회사가 부도 처리되며 놀이공원도 이름이 바뀐다.
댕기의 옛말인 ‘도투락’은 원래 삼주유업의 브랜드 이름이었으나 이후 삼주유업을 인수 합병했다.
1993년 최종 부도처리됐다.
현재 도투락이란 이름을 사용하는 기업은 2012년 11월 22일에 서울강남에서설립됐다.
현재의 제품
도투락 유기농올리브오일
도투락유기농착즙레몬즙
도투락 유기농착즙토마토
도투락 유기농애풀사이다비니거
도투락유기농착즙푸룬
도투락씨앤디
도투락 유기농올리브오일
도투락아메리카노스위트커피
도투락아메리카블랙커피
도투락아메리카헤이즐너커피
- 도투락살균체유산균
- 도투락곤약젤리
- 도투락마키베리
- 도투락 블루베리 원액 흑초란
- 모링가 진생베리
- 백세88 모링가 아사이베리
- 백세88 모링가 석류
- 도투락 아사이쵸크베리 골드
- 도투락 다슬기 원액 흑초란
- 백세88 아로니아
- 도투락 하수오 원액흑초란
- 백세88 건자두
- 백세88 아사이베리
- 백세88 여주 아사이베리

과거의 제품
- 통통만두
- 도투락 냉면
- 도투락 칼국수
- 육개장면 만두
- 펜팔콘
- 도투리나 아이스크림
- 아팟치바

## 같이 보기
- 경주월드